# Esquerra Republicana del País Valencià (1934)
Esquerra Republicana del País Valencià va ser una agrupació política republicana nascuda el 1934 en paral·lel al partit d'àmbit espanyol Izquierda Republicana, de qui va ser el referent a la zona de Castelló. La fortalesa del sector valencianista va fer que el partit es deslligara d'IR en desembre de 1935, per a integrar-se en Esquerra Valenciana poc després.

## Història
Va ser fundada en Castelló de la Plana en 1934, en paral·lel a la creació d'Izquierda Republicana (IR) a nivell estatal, mitjançant la fusió d'Acció Republicana de Castelló, encapçalada per Francesc Casas Sala i Matías Sangüesa com a sector majoritari del partit, els radicalsocialistes independents de Castelló seguidors de Marcel·lí Domingo, i els valencianistes republicans del Grup Valencianista d'Esquerra, liderats per Gaietà Huguet. El partit formava part de la Izquierda Republicana estatal. Tanmanteix, el partit va tindre una vida inestable fruit de la representativitat dels distints grups que componien el partit en la direcció i els orgues d'expressió del partit, la relació amb el partit estatal i el major o menor valencianisme del partit.
El desembre de 1935, el sector valencianista liderat per Huguet i Miquel Peña va aconseguir que la direcció estatal destituira a Casas Sala, president del partit, i creara una gestora dominada pel sector valencianista. Però poc després, en gener del 36, Izquierda Republicana va formar-se com a tal a Castelló amb Casas Sala i Sangüesa liderant el projecte. El sector minoritari, amb Huguet al capdavant, transformà el partit en Esquerra Republicana de Castelló, integrant-se els seus militants a Esquerra Valenciana amb el començament de la Guerra Civil Espanyola. La federació castellonenca d'Esquerra Valenciana s'integraria en octubre de 1936 al Comité Executiu Antifeixista del Front Popular, així com als consells provincial i municipal de Castelló.

## Recuperació del nom
La denominació va ser recuperada l'any 2000 com a federació valenciana d'ERC, formada pels col·lectius existents d'ERC al País Valencià i el Front pel País Valencià, que s'integrà.